# Call of Duty: Modern Warfare 3
Call of Duty: Modern Warfare 3 este un shooter first-person dezvoltat de Infinity Ward. A fost lansat pe data de 8 noiembrie 2011 în Europa și America de Nord pentru Microsoft Windows, Xbox 360, PlayStation 3 și Wii.A reușit in urma vânzărilor să strângă în primele 16 zile peste un miliard de dolari depășind  Avatar (film din 2009) la vânzări.

## Al treilea război mondial
Povestea jocului are ca subiect Al treilea război mondial, izbucnit de liderul terorist ultranaționalist rus, Makarov și de gravele concesii ale generalului american Sheperd. Războiul ruso-american, început din jocurile precedente și care a debutat în Irak și Caucaz, și s-a extins în Brazilia, Siberia, Kazahstan, Azerbaijan, Afghanistan, Coasta estică a Statelor Unite, capătă dimensiuni globale; de la invazia rusă asupra orașului New York la atentatele biologice și raiduri militare din marile orașe ale Europei: Paris, Berlin, Londra, Praga, până în țări din Africa: Somalia, Sierra Leone și India.

## Gameplay
Ca și predecesorul său, Call of Duty: Modern Warfare 2, este un shooter first-person care are 3 moduri de joc: Spec Ops-Survival și Missions, Campania Single-Player și modul Multiplayer.

## Povestea
După ce îl ucid pe Sheperd, pe 17 august 2016, Price și Soap (care era grav rănit) au fost transportați de Nikolai cu elicopterul, ducându-i din Afghanistan în India, în Himachal Pradesh.
În timp ce Soap primește îngrijiri medicale, Makarov își trimite soldații să-i atace. Dar cu ajutorul lui Yuri, ex-Spetsnaz, care acum lucra pentru loialiștii ruși. Împreună, cei patru vor forma Task Force 141, care fusese dizolvat de Sheperd.
Între timp, în SUA, în Manhattan, New York este invadat de forțele rusești. Rușii lansează un atac asupra orașului prin intermediul flotei lor ce se află pe râul Hudson. Jucătorul îl va controla în acest moment pe Frost, un soldat din trupele Delta care este sub comanda lui Sandman, și care trebuie să securizeze bursa din New York pentru ca americanii să poată riposta.
Ei reușesc să distrugă un dispozitiv de bruiaj montat pe acoperișul clădirii New York Stock Exchange și scapă de un elicopter Black Hawk și ajută mai târziu US Navy Seals într-o operațiune de-a utiliza armamentul nuclear împotriva submarinelor ruse.
Expasiunea rusă este oprită pe Coasta estică a Statelor Unite și astfel, două luni mai târziu, președintele rus Boris Vorshevsky anunță planurile de a face pace cu Statele Unite, la un summit în Hamburg, Germania.
Totul este sub control în țara în care totul se vrea sub control, dar niște pirați ai aerului aflați sub comanda lui Makarov încearcă să îl răpească pe președinte și pe fata lui, Alena. În acest moment, jucătorul va controla un agent rus și va încerca să salveze situația. Fata președintelui reușește să scape dar președintele este luat ostatic. Situația este cu atât mai disperată cu cât Makarov vrea să smulgă de la președinte codul pentru a lansa un atac masiv asupra Statelor Unite și Uniunii Europene.
În Africa, în Sierra Leone, Price, Soap și Yuri încearcă să caute mărfurile de arme biologice pe care câțiva traficanți africani o vând lui Makarov.
Această marfă de natură necunoscută este distribuită la Paris, Berlin și Londra. Între timp, un agent SAS, inclusiv Sgt. Marcus Burns și Sgt. Wallcroft, sunt trimiși să caute marfa, dar sunt atrași de o momeală în timpul unei urmăriri în metroul londonez. Între timp, o bombă biochimică este detonată pe o stradă din Londra din apropiere, eliberând gaze toxice lângă Big Ben, omorând și o familie de turiști americani.
Atacurile biochimice asupra marilor orașe europene aprind scânteia celui de-Al Treilea Război Mondial, iar vicepreședintele american este luat ostatic la Hamburg, dar este salvat de soldații Delta Force după ce opresc invazia inamicilor, aflați la bordul unui tanc.
Acționând în baza informațiilor furnizate de Price, care a avut-o de la torturarea unui dictator militar din Somalia numit Waraabe, acestea sunt apoi utilizate la Paris, în scopul de a-l captura pe traficantul de arme "Volk". După prinderea lui Volk, Delta Force continuă lupta  prin oraș la un punct de extracție cu ajutorul unui gunship AC-130, cu toate acestea, Turnul Eiffel se prăbușește în râu, după un bombardament ce elimină toate forțele ruse la punctul de evacuare.
După extragerea de informații de la Volk, se cunoaște locația curentă a lui Makarov: Hotel Lustig, din Praga.
Odată ajuns în Praga, Task Force 141 se întâlnește cu loialistul rus Kamarov, acum unul dintre organizatorii Rezistenței locale cehă, pentru a încerca să-l asasineze Makarov. Yuri și Soap preiau poziții de lunetiști dintr-un turn de biserică aflat în fața hotelului, în timp ce Price se furișează în clădire. Cu toate acestea, planul eșuează atunci când Kamarov însuși este luat ostatic și echipat cu explozivi. Explozivii sunt detonați, Kamarov este ucis, iar  Makarov îi contactează pe Task Force ca îl cunoaște pe Yuri, prin recunoașterea sa ca "prieten". Makarov a prezis deja la fața locului că va fi asasinat, astfel a fost mai precaut și a echipat clădirea în care se aflau Yuri și Soap pe care el apoi detonează.
Soap și Yuri scapă din  explozie, dar vechea rană de cuțit a lui Soap se redeschide. Yuri îl ajută pe Soap și scapă însoțit de Price ajungând într-un adăpost. Starea lui Soap se agravează și înainte de-a muri, el îi spune lui Price că Makarov îl cunoaște pe Yuri. Price crede că Yuri e un trădător și îl amenință cu un pistol, cerându-i să explice legătura sa cu Makarov.
Yuri explică faptul că el a fost cândva ultranaționalist care se împrietenise cu Makarov, și a fost responsabil pentru escortarea lui Makarov și Zakhaev. El a fost prezent cu Makarov la misiunea de asasinare a lui Zakhaev, condusă de Price și MacMillan în 1996. Yuri a fost, de asemenea, cu Makarov atunci când acesta a detonat bomba nucleară în Orientul Mijlociu, omorând 30.000 de pușcași marini a lui Shepherd. După ce asistă la  explozia nucleară, și reacția lui Makarov, Yuri a încercat să oprească masacrul de la International Airport Zakhaev din  Moscova, 5 ani mai târziu, prin încercarea de a alerta FSB. Cu toate acestea, Yuri a fost descoperit, și a fost imobilizat și împușcat în stomac de către Makarov, fiind considerat trădător, însă acesta a scăpat fiind găsit de autorități și primind îngrijiri medicale.
Price îl iartă pentru vechea prietenie a sa cu Makarov și cei doi decid să-l răzbune pe Soap. După ce se infiltrează într-un castel de pe lângă Praga și află unde este întemnițat președintele rus, Price și Delta Force decid să o găsească pe Alena înainte de-a fi răpită, aceasta fiind adăpostită la Berlin. Team Metal nu este în măsură pentru a preveni răpirea, dar îi vor urmări pe ultranaționaliști într-o mină siberiană de diamante. Team Metal (fără includerea Frost) și  Task Force 141 au lansat o operațiune de salvare a președintelui Vorshevskys înainte ca Makarov să afle codurile de lansare. Acțiunile lor de-a asigura siguranța președintelui Vorshevsky și Alena pun capăt conflictului dintre Statele Unite și Rusia. În timpul evacuării minei, Sandman, Grinch și Truck sunt prinși și uciși sub dărâmături.
Pe 21 ianuarie 2017, la 3 luni de la încheierea celui de-al Treilea Război Mondial, Price, Yuri și Nikolai ajung la Hotelul Oasis din Dubai (similar cu Hotelul Burj Al Arab), undeva prin Peninsula Arabă. Price și Yuri asaltează hotelul fiind costumați în armuri E.O.D. Armurile lor sunt distruse, Yuri este grav rănit în urma unei ambuscade provocate de elicopterul lui Makarov, iar Price sare în elicopterul lui Makarov, îi împușcă pe piloți, iar în final acesta se prăbușeste pe acoperișul hotelului din sticlă. Makarov, rănit, iese din elicopter și încearcă să-l ucidă pe Price, dar Yuri sare în ajutor, dar este împușcat mortal, fiind ucis. Price profită de moment și îl leagă pe Makarov cu un cablu de gât, îl lovește cu pumnii, acoperișul de sticlă crapă și se aruncă în gol, în cladire. Price cade, își fracturează picoarele, își aprinde țigara și fumează, savurându-și victoria, privind trupul spânzurat a lui Makarov.